# Gora Stoletova
Gora Stoletova (englische Transkription von russisch Гора Столетова Gora Stoletowa, deutsch ‚Stoletowberg‘) ist ein Nunatak im ostantarktischen Mac-Robertson-Land. In den Prince Charles Mountains ragt er nordwestlich des Mount Menzies auf.
Russische Wissenschaftler benannten ihn. Wahrscheinlicher Namensgeber ist der russische Physiker Alexander Grigorjewitsch Stoletow (1839–1896).